# Дора Габе
Дора Габе (болг. Дора Петрова Габе; 16 серпня 1886, Харманлак, область Добрич — 16 листопада 1983, м. Софія) — болгарська поетеса, критикиня, театрознавиця. Голова болгарського ПЕН-клубу. Організаторка масових літературних видань для дітей.

## Життєпис
Уродженка історичної області Добруджа, якій присвятила багато літературних творів. Вивчала природничі науки в університеті м. Софія, французьку філологію в Женеві та закінчила університет Гренобля. Відома як дитяча письменниця та плодовита есеїстка. Оригінальна поезія позначена рисами сентименталізму.
Дочка Пітера Габе, поселенця з Росії, публіциста і громадського діяча. Закінчила середню школу в Варні, писала наукову роботу в Софійський університет (1904) та вивчала французьку філологію в Женеві, Греноблі (1905 — 1906). Учителем французької мови працювала в Добричі у 1907 році.
З 1911 по 1932, неодноразово їздила за кордон (іноді з чоловіком професором Боян Пенев у зв'язку з діяльністю по перекладах.) Побувала у Польщі, Німеччині, Швейцарії, Австрії, Чехії, Франції, Україні. У 1920 — 1930-тих роках читає за кордоном лекції з проблем болгарської літератури. Редактор (1939 — 1941) з дитячого журналу «Вікно».
Дора Гейб є членкинею та засновницею болгаро-польського комітету (1922]), болгарського PEN International (1927), стає його незмінним головою. Радниця з питань культури при посольстві Болгарії у Варшаві, (1947 — 1950), представниця Болгарії в міжнародному конгресі ПЕН — клубів у рамках міжнародного співробітництва.
У 1968 році вона була ушанована званням «Почесний громадянин міста Толбухин».

## Творчість
Дебютувала в 1900 році з віршем «Проліт» у збірнику «Младіна». Активно друкувалася з початку 1920-х до кінця 1930-х років. У цей період Габе створювала поезію для дорослих і дітей, подорожні нотатки, розповіді, есе, статті з питань болгарської та закордонної літератури, театральну критику, спогади про діячів культури.
Дора Габе — відома болгарська дитяча письменниця, плодюча есеїстка. В оригінальній поезії Габе відчутно вплив сентименталізму.
З 1917 року до кінця життя Д. Габе займалася активною перекладацькою діяльністю з польської, чеської, російської, французької та грецької мов.
Кавалерка польського ордена «Polonia Restituta».

## Переклади українською мовою
- Габе, Дора. Поезії/З болг. пер. Марко Зісман//1969. — Ж.Всесвіт. — Ч.2;
- Габе, Дора. Поезії/З болг. пер. Дмитро Білоус//1972. — Ж.Всесвіт. — Ч.1;
- Габе, Дора. Смерть Вели: Вірш/З болг. пер. Олекса Ющенко//1965. — Ж.Всесвіт. — Ч.9;
- Габе, Дора. Червоноармієць: Вірш/З болг. пер. Дмитро Білоус//1985. — Ж.Всесвіт. — Ч.5.